# Nea Erythraia
Nea Erythraia este un oraș în Grecia în prefectura Attica.